# Gábor Kuncze
Gábor Kuncze (n. 4 noiembrie 1950, Pápa, Veszprém, Ungaria) este un politician maghiar, fost deputat, fost ministru de interne, fost președinte al Asociației Democraților Liberi (SZDSZ).
1. 1 2  Parliamentary Information System[*] Verificați valoarea |titlelink= (ajutor);